# 鼩野鯪
鼩野鯪，為輻鰭魚綱鯉形目鯉科野鯪屬的其中一個種。該物種於1917年由John Treadwell Nichols和Ludlow Griscom描述及命名，主要分布於非洲剛果河流域，體長可達35.2公分。

## 扩展阅读
維基物種上的相關：鼩野鯪